# Салтыков, Виктор Владимирович
Ви́ктор Влади́мирович Салтыко́в (род. 22 ноября 1957, Ленинград) — советский и российский певец. Известен как сольный исполнитель и как участник (вокалист) групп «Мануфактура», «Форум» и «Электроклуб».

## Биография

### Детство и юность
Родился 22 ноября 1957 года в Ленинграде.
Отец — Владимир Иванович Салтыков (1926—1970) работал на заводе, мать — Зинаида Ивановна Горохова (1922—1996) работала инженером-технологом.
В 1965 году пошёл в первый класс. Играл во дворе в футбол и хоккей, увлекался большим теннисом, 10 лет тренировался под руководством Татьяны Налимовой, заслуженного тренера СССР, получил юношеский разряд. Когда Салтыкову было 12 лет, погиб его отец, его стали воспитывать мать и тётя Мария Ивановна Горохова (1913—1985), тётя была для него второй матерью. В 14 лет Салтыкову подарили гитару, и он занимался с ней по самоучителю, а потом пошёл в музыкальный кружок. После 8 класса поступил в техникум, окончил его по специальности техника-технолога медицинского оборудования.
В 1977—1979 годах служил в Советской Армии, проходил службу в ГДР (Группа советских войск в Германии), был радистом. Во время службы играл и пел в армейском ансамбле.
После армии поступил в Ленинградский институт инженеров железнодорожного транспорта, окончил его в 1985 году по специальности инженера-электрика. Там познакомился с будущим участником «Алисы» Андреем Шаталиным и стал участником его группы «Демокритов колодец».

### Творчество
В 1983 году выступил в составе рок-группы «Мануфактура» на первом фестивале Ленинградского рок-клуба и получил Гран-при как лучший вокалист. Записывается магнитоальбом «Зал ожидания».

«Некоторые композиции Салтыков делал настолько сильно, что меня во время репетиции дрожь пробирала. Просто вбивало в стол гвоздями. Я понял, что Салтыкову необходимо работать в верхнем диапазоне частот, там его суть — от „ля“ до „ре“. И если его туда грамотно и философски направить — всё, туши свет».— Олег Скиба, "Мануфактура"
На втором фестивале ЛРК Салтыкова заметил Александр Назаров и пригласил выступать в группе «Форум». В 1987 году на грампластинке выходит альбом «Белая ночь», в который вошли наиболее известные песни из репертуара Салтыкова — «Белая ночь», «Давайте созвонимся», «Островок», «Улетели листья» (последняя, написанная по одноимённому стихотворению Николая Рубцова на музыку Джеймса Уоррена (The Korgis), прозвучала на фестивале «Песня года-86»; в 2012 году песня вошла в саундтрек к телесериалу «Восьмидесятые»).
В составе «Форума» Салтыков работал над новым студийным альбомом (эти записи получили хождение под названием «За неделю до свадьбы»), однако в 1987 году он переходит в группу «Электроклуб». В составе группы «Электроклуб» в исполнении Салтыкова получают известность песни «Ты замуж за него не выходи», «Кони в яблоках», «Я тебя не прощу», «Маменькина дочка» и другие.
С 1990 года Салтыков стал заниматься сольной карьерой. Выпустил 4 альбома (не считая переизданий старых песен в различных сборниках «Лучшие песни», «Star Hit», «Вечерняя», «Star Collection» и других).
Дважды принимал участие в передаче «Музыкальный ринг»: в 1986 году с группой «Форум» против группы «Яблоко» и в 1999 году сольно против своей бывшей супруги Ирины Салтыковой.
В 2004 году Виктор Салтыков с Татьяной Овсиенко записали песню «Берега любви» и исполнили её на фестивале «Песня года».
В 2008 году принимал участие в проекте канала НТВ «Суперстар 2008. Команда мечты».
Вместе с композитором Александром Ягьей открыл Академию искусств Виктора Салтыкова и Александра Ягьи, в которой стал преподавать вокал и обучать игре на гитаре.
Играл в составе футбольной команды «Артист», капитаном которой был Николай Трубач. Увлекается большим теннисом, лыжами и коньками.
В 2021 году песню «Белая ночь» Виктор Салтыков исполнял вместе с Иваном Ургантом и командой телепередачи «Вечерний Ургант» на итальянском языке в стиле фильма Эльдара Рязанова «Невероятные приключения итальянцев в России».
В 2021 году стал участником 2 сезона шоу «Суперстар! Возвращение» на канале НТВ и в финале разделил первое место с певцом Шурой.

## Участие в фестивалях
- 1986 — с группой «Форум» — Улетели листья
- 1988 — с группой «Электроклуб» — Ты замуж за него не выходи
- 1989 — с группой «Электроклуб» — Я тебя не прощу
- 1990 — с группой «Электроклуб» — Маменькина дочка
- 1993 — Василиса
- 2004 — c Татьяной Овсиенко — Берега любви

- 2005 — Кони в яблоках, Схожу с ума, Ты замуж за него не выходи
- 2007 — Островок
- 2009 — Ты замуж за него не выходи, Кони в яблоках
- 2014 — Белая ночь, Улетели листья, Кони в яблоках
- 2015 — Кони в яблоках, Улетели листья
- 2016 — Кони в яблоках, Белая ночь, Островок, Берега любви (с Татьяной Овсиенко)

- 2003 — Островок
- 2004 — Островок
- 2006 — Кони в яблоках
- 2007 — Белая ночь
- 2014 — Белая ночь

## Общественная позиция
Поддержал аннексию Крыма Россией и вторжение России на Украину. Национальное агентство по предотвращению коррупции Украины выступило с инициативой о введении против Салтыкова международных санкций так как он «поддерживает агрессивную политику России, в том числе оккупацию Крыма. Распространял пропагандистский месседж о т. н. "аллеей ангелов" на Донбассе».

## Семья
- Первая жена — певица Ирина Салтыкова (дев. Сапронова) (род. 1966). 
  - Дочь — Алиса (род. 7 декабря 1987) — певица.
- Вторая жена — Ирина Метлина (род. 1977). 
  - Дочь — Анна (род. 2 сентября 1995) — певица, в 2017 году участвовала в 10 сезоне проекта «Фабрика звёзд» (под псевдонимом Аня Мун).
  - Сын — Святослав Салтыков (род. 2008)[12][13].

## Дискография

### В составе группы «Мануфактура»

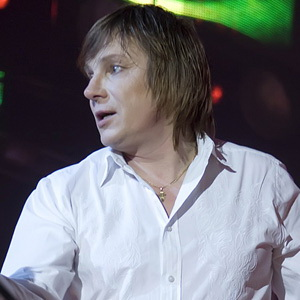
Виктор Салтыков на фестивале «Легенды Ретро FM 2009»

- 1983 — Зал ожидания (магнитоальбом, переиздан на CD в 2010 году)
- 1984 — Дорога (магнитоальбом, запись программы II фестиваля Ленинградского рок-клуба)

### В составе группы «Форум»
- 1987 — Белая ночь (LP, запись 1985 года)
- 1987 — Далёкие дали (магнитоальбом)
- 1987 — За неделю до свадьбы (магнитоальбом)
- 1987 — Материнская тревога (концертный магнитоальбом)

### В составе группы «Электроклуб»
- 1987 — Фото на память (магнитоальбом)
- 1989 — Электроклуб-2 (LP, запись 1988 года)
- 1990 — Игрушка (магнитоальбом)

### Сольная карьера
- 1991 — Армия любви (LP, запись 1990—1991 годов) (RiTones)
- 1993 — Серебряный ветер (LP, записи 1992—1993 годов) (SNC Records)
- 1999 — Шаг за шагом (CD Студия СОЮЗ) (записи 1994—1998 годов)
- 2014 — Невесомость (United Music Group)
- 2015 — Ностальгия по настоящему
- 2016 — Ностальгия по настоящему/новое и лучшее

## Текущий концертный состав
- Виктор Салтыков — вокал, гитара.
- Оксана Романова[14] — директор.

## Фильмография
- 2002 — «Сестра 3» (пародия на фильм «Брат 2», снятая участниками телепередачи «О.С.П.-студия») — камео (пародировался эпизод с участием Ирины Салтыковой в оригинальном фильме)[15].
- 2012—2016 — «Восьмидесятые» — саундтрек: «Белая ночь» (серии 1, 6, 7, 16, 20, 31), «Улетели листья» (серии 2, 12, 13, 21, 30), «Островок» (серии 13, 14, 18), «Какая нелепость» (серии 14, 25, 30, 31), «Ты замуж за него не выходи» (серия 88).
- 2020 — «Мир! Дружба! Жвачка!» — саундтрек: «Белая ночь»